# Mars 1886

## Événements
- Découverte de filons d'or dans le Witwatersrand au Transvaal en Afrique du Sud. La ville de Johannesburg, camp minier, est fondée près du gisement.
- Japon : fondation de l'université impériale de Tokyo (Teikoku Daigaku). Mori Arinori, formé à la culture et aux langues étrangères, est nommé ministre de l’éducation (fin en 1889).

- 3 mars : traité de paix de Bucarest entre la Serbie et la Bulgarie, à la suite de la Conférence d’Istanbul qui a reconnu l’État indépendant de Bulgarie.

- 8 mars, France : loi instituant les lundis de Pâques et de Pentecôte comme fériés.

- 16 mars : Manuel Lisandro Barillas Bercián (es) est élu président du Guatemala (fin en 1892). Il signe la paix avec le Salvadorien Rafael Zaldívar. Le successeur de Rufino Barrios tente d’établir diplomatiquement la reconstitution de la Fédération centraméricaine, en vain, car seul le Honduras est encore partisan du fédéralisme.

- 18 mars - 24 mars : révoltes ouvrières dans les bassins industriels de Liège et de Charleroi.

- 28 mars : traité de paix de Kénéba-Koura entre la France et Samori Touré qui met un terme provisoire aux hostilités. Samori Touré envoie son fils Karamoko comme ambassadeur en France.
  - Samori Touré proclame un régime théocratique. Il tente d’imposer l’islam aux mandingues pour unifier son empire, mais se heurte à la révolte des communautés attachées aux pratiques animistes (1888).

- 29 mars : tension entre les populations arabes et juives à Petah Tikva en Palestine : pour la première fois, des paysans arabes attaquent des colonies juives.

## Naissances
- 1er mars : Oskar Kokoschka, peintre autrichien († 22 février 1980).
- 14 mars : Firmin Lambot, coureur cycliste belge († 19 janvier 1964).
- 24 mars : Edward Weston, photographe américain († 1er janvier 1958).
- 24 mars : Robert Mallet-Stevens, architecte français († 8 février 1945).
- 28 mars : Jean Fieux, ingénieur français († 6 avril 1969).
- 29 mars : Apostol Nikolaev-Strumski, compositeur et chef de chœur de musique bulgare († 23 septembre 1971).
- 30 mars : Stanisław Leśniewski, mathématicien et philosophe polonais († 13 mai 1939).
- 31 mars :
  - Tadeusz Kotarbiński, philosophe polonais († 3 octobre 1981).
  - Soejono, homme politique néerlandais († 5 janvier 1943).